# Lilienfeld (gemeente)
Lilienfeld is een gemeente in de Oostenrijkse deelstaat Neder-Oostenrijk, gelegen in het district Lilienfeld (LF). De gemeente heeft ongeveer 3000 inwoners.

## Geografie
Lilienfeld heeft een oppervlakte van 53,95 km². Het ligt in het centrum van het land, ten zuidwesten van de hoofdstad Wenen.

## Geboren
- Philipp Lienhart (11 juli 1996), voetballer